# Shorttrack-Juniorenweltmeisterschaften 2009
Die 16. Shorttrack-Juniorenweltmeisterschaft (15. der Frauen) wurde vom 9. bis 11. Januar 2009 im kanadischen Sherbrooke ausgetragen.
Sie fand in der Eugène-Lalonde-Arena im Centre multisport Roland-Dussault statt.

## Teilnehmende Nationen
An der Juniorenweltmeisterschaft nahmen 27 Nationen teil.
| Startplätze der Nationen (Frauen/Männer) | Startplätze der Nationen (Frauen/Männer) | Startplätze der Nationen (Frauen/Männer) |
| --- | --- | --- |
| Australien (2/2) Österreich (0/1) Belgien (1/2) Bosnien und Herzegowina (0/1) Bulgarien (2/2) Kanada (3/3) Volksrepublik China (3/3) Kroatien (1/3) Tschechien (0/1) | Frankreich (1/2) Vereinigtes Königreich (2/1) Deutschland (3/3) Ungarn (3/3) Indien (0/1) Israel (1/2) Italien (3/3) Japan (3/3) Kasachstan (2/3) | Südkorea (3/3) Lettland (0/2) Niederlande (1/3) Neuseeland (0/2) Polen (3/3) Russland (3/3) Slowakei (1/2) Chinesisch Taipeh (1/1) Vereinigte Staaten (3/3) |

## Wettbewerbe
Der Juniorenweltmeister wird wie bei jedem Shorttrack-Großereignis in einem Mehrkampf bestimmt. Dabei starten alle Athleten nach Geschlechtern getrennt zunächst auf den drei Strecken über 1500 Meter, 500 Meter und 1000 Meter. In dieser Reihenfolge werden die Distanzen an drei aufeinander folgenden Tagen gelaufen. Die Finalteilnehmer jedes Wettkampfes erhalten nach Zieldurchlauf geordnet 34, 21, 13, 8, 5, 3, 2 und 1 Punkt. Wenn auf einer Distanz nur vier oder sechs Athleten das Finale laufen, bekommen nur diese Sportler Punkte, die restlichen verfallen. Nach der Addition dieser Punkte entsteht ein provisorisches Gesamtklassement, dessen acht Führenden noch ein weiteres 1500-Meter-Rennen laufen. Auch die hier vergebenen Punkte werden zu den bereits erhaltenen hinzugerechnet, sodass der Punktbeste den Titel des Juniorenweltmeisters erringt.
Bei den Staffeln werden zunächst die Halbfinals, am letzten Wettkampftag die Finals gelaufen. Der Finaleinlauf entscheidet über die Platzierung.

## Ergebnisse
Hier werden zunächst die besten Athletinnen im Endklassement genannt, anschließend folgen die Ergebnisse auf den Einzelstrecken. Bei den Resultaten der Einzelwettkämpfe werden alle Halbfinalteilnehmer und zudem alle Sportler aus Deutschland, Österreich oder der Schweiz erwähnt.

### Frauen

#### Mehrkampf
- Zeigt alle Sportlerinnen der Junioren-WM, die Finalpunkte gewonnen haben

| Rang | Name                | 1500 Meter | Pkt. | 500 Meter | Pkt. | 1000 Meter | Pkt. | 1500 Meter (Super- finale) | Pkt. | Gesamt- pkt. |
| ---- | ------------------- | ---------- | ---- | --------- | ---- | ---------- | ---- | -------------------------- | ---- | ------------ |
| 1    | Noh Ah-reum         | 1.         | 34   | 5.        | 0    | 1.         | 34   | 3.                         | 13   | 81           |
| 2    | Lee Eun-byul        | 2.         | 21   | DSQ       | 0    | 2.         | 21   | 1.                         | 34   | 76           |
| 3    | Lee Mi-yeon         | 3.         | 13   | 8.        | 0    | 3.         | 13   | 2.                         | 21   | 47           |
| 4    | Marianne St.-Gelais | 4.         | 8    | 1.        | 34   | 7.         | 0    | 6.                         | 3    | 45           |
| 5    | Arianna Fontana     | 5.         | 5    | 2.        | 21   | 8.         | 0    | 4.                         | 8    | 34           |
| 6    | Valérie Maltais     | 6.         | 3    | 3.        | 13   | 9.         | 0    | 5.                         | 5    | 21           |
| 7    | Mary Grace          | 11.        | 0    | 10.       | 0    | 4.         | 8    | DNS                        | 0    | 8            |

#### 1500 Meter
- Als Zeit ist die Finalzeit beziehungsweise die Halbfinalzeit angegeben. Diese ist deutlich höher als die Zeiten aus den früheren Läufen, da das Finale langsamer bestritten wurde.[3]

| Platz                       | Name                | Land                   | Zeit (min) | Punkte |
| --------------------------- | ------------------- | ---------------------- | ---------- | ------ |
| 1                           | Noh Ah-reum         | Südkorea               | 2:43,009   | 34     |
| 2                           | Lee Eun-byul        | Südkorea               | 2:43,537   | 21     |
| 3                           | Lee Mi-yeon         | Südkorea               | 2:43,626   | 13     |
| 4                           | Marianne St.-Gelais | Frankreich             | 2:43,733   | 8      |
| 5                           | Arianna Fontana     | Italien                | 2:44,344   | 5      |
| 6                           | Valérie Maltais     | Kanada                 | 2:44,364   | 3      |
| Im Halbfinale ausgeschieden |                     |                        |            |        |
| 7                           | Ivanie Blondin      | Kanada                 | 2:34,768   |        |
| 8                           | Lana Gehring        | Vereinigte Staaten     | 2:32,540   |        |
| 9                           | Sun Xiaowan         | Volksrepublik China    | 2:28,324   |        |
| 10                          | Zhang Qichao        | Volksrepublik China    | 2:33,153   |        |
| 11                          | Mary Grace          | Vereinigte Staaten     | 2:29,583   |        |
| 12                          | Alyson Dudek        | Vereinigte Staaten     | 2:36,964   |        |
| 13                          | Marie Yoshida       | Japan                  | 2:44,270   |        |
| 14                          | Véronique Pierron   | Frankreich             | 2:30,022   |        |
| 15                          | Martina Valcepina   | Italien                | 2:35,259   |        |
| 16                          | Paula Bzura         | Polen                  | 2:35,453   |        |
| 17                          | Charlotte Gilmartin | Vereinigtes Königreich | 2:34,909   |        |
| 18                          | Liu Yang            | Volksrepublik China    | DSQ        |        |
|                             |                     |                        |            |        |
| 26                          | Elisa Lenke         | Deutschland            | 2:31,181   |        |
| 27                          | Bianca Walter       | Deutschland            | 2:32,601   |        |
| 28                          | Monika Heller       | Deutschland            | 2:33,492   |        |

#### 500 Meter
- Als Zeit ist die Finalzeit beziehungsweise die Halbfinalzeit angegeben. Diese ist etwas höher als die Zeiten aus den früheren Läufen, da das Finale ein wenig langsamer bestritten wurde.[4]

| Platz                       | Name                | Land               | Zeit (s) | Punkte |
| --------------------------- | ------------------- | ------------------ | -------- | ------ |
| 1                           | Marianne St.-Gelais | Frankreich         | 44,626   | 34     |
| 2                           | Arianna Fontana     | Italien            | 44,890   | 21     |
| 3                           | Valérie Maltais     | Kanada             | 45,140   | 13     |
| 4                           | Lee Eun-byul        | Südkorea           | DSQ      |        |
| Im Halbfinale ausgeschieden |                     |                    |          |        |
| 5                           | Noh Ah-reum         | Südkorea           | 44,618   |        |
| 6                           | Lana Gehring        | Vereinigte Staaten | 44,846   |        |
| 7                           | Alyson Dudek        | Vereinigte Staaten | 44,628   |        |
| 8                           | Lee Mi-yeon         | Südkorea           | 44,993   |        |
|                             |                     |                    |          |        |
| 21                          | Elisa Lenke         | Deutschland        | 46,573   |        |
| 25                          | Bianca Walter       | Deutschland        | 46,457   |        |
| 26                          | Monika Heller       | Deutschland        | 46,254   |        |

#### 1000 Meter
- Als Zeit ist die Finalzeit beziehungsweise die Halbfinalzeit angegeben.[5]

| Platz                       | Name                | Land                | Zeit (min) | Punkte |
| --------------------------- | ------------------- | ------------------- | ---------- | ------ |
| 1                           | Noh Ah-reum         | Südkorea            | 1:31,451   | 34     |
| 2                           | Lee Eun-byul        | Südkorea            | 1:31,481   | 21     |
| 3                           | Lee Mi-yeon         | Südkorea            | 1:31,729   | 13     |
| 4                           | Mary Grace          | Vereinigte Staaten  | 1:32,419   | 8      |
| Im Halbfinale ausgeschieden |                     |                     |            |        |
| 5                           | Ivanie Blondin      | Kanada              | 1:31,703   |        |
| 6                           | Liu Yang            | Volksrepublik China | 1:31,734   |        |
| 7                           | Marianne St.-Gelais | Frankreich          | 1:32,317   |        |
| 8                           | Arianna Fontana     | Italien             | 1:32,804   |        |
|                             |                     |                     |            |        |
| 24                          | Elisa Lenke         | Deutschland         | 1:37,016   |        |
| 26                          | Bianca Walter       | Deutschland         | 1:38,263   |        |
| 34                          | Monika Heller       | Deutschland         | 1:37,960   |        |

#### Superfinale
- Das Superfinale wurde über 1500 Meter gelaufen, es waren die sechs besten Athleten der vorherigen drei Rennen zugelassen.[6]

| Platz | Name                | Land     | Zeit (min) | Punkte |
| ----- | ------------------- | -------- | ---------- | ------ |
| 1     | Lee Eun-byul        | Südkorea | 2:25,894   | 34     |
| 2     | Lee Mi-yeon         | Südkorea | 2:25,915   | 21     |
| 3     | Noh Ah-reum         | Südkorea | 2:26,031   | 13     |
| 4     | Arianna Fontana     | Italien  | 2:26,207   | 8      |
| 5     | Valérie Maltais     | Kanada   | 2:26,415   | 5      |
| 6     | Marianne St.-Gelais | Kanada   | 2:26,791   | 3      |

#### 3000 m Staffel
| Platz | Land                | Name                                                                           |
| ----- | ------------------- | ------------------------------------------------------------------------------ |
| 1     | Italien             | Arianna Fontana Martina Valcepina Lucia Peretti Elena Viviani                  |
| 2     | Kanada              | Valérie Maltais Marianne St.-Gelais Ivanie Blondin Marie-Andrée Mendes-Campeau |
| 3     | Südkorea            | Lee Eun-byul Lee Mi-yeon Noh Ah-reum Son Soo-min                               |
| 4     | Volksrepublik China | Zhang Qichao Liu Yang Sun Xiaowan Jin Jingzhu                                  |
| 5     | Vereinigte Staaten  | Lana Gehring Alyson Dudek Mary Grace Vicky Labourdette                         |
| 6     | Japan               | Ishida Chika Marie Yoshida Hitomi Saito Moemi Kikuchi                          |
| 7     | Deutschland         | Bianca Walter Elisa Lenke Monika Heller Nathalie Prescher                      |
| 8     | Polen               | Paula Bzura Beata Podwysocka Marta Wojcik Barbara Kobylakiewicz                |

### Männer

#### Mehrkampf
- Zeigt alle Sportler der Junioren-WM, die Finalpunkte gewonnen haben

| Rang | Name                     | 1500 Meter | Pkt. | 500 Meter | Pkt. | 1000 Meter | Pkt. | 1500 Meter (Superfinale) | Pkt. | Gesamt- pkt. |
| ---- | ------------------------ | ---------- | ---- | --------- | ---- | ---------- | ---- | ------------------------ | ---- | ------------ |
| 1    | Um Cheon-ho              | 1.         | 34   | 9.        | 0    | 6.         | 0    | 1.                       | 34   | 68           |
| 2    | You Dong-kun             | 7.         | 2    | 3.        | 13   | 1.         | 34   | 3.                       | 13   | 62           |
| 3    | John Celski              | 6.         | 3    | 1.        | 34   | 4.         | 0    | 2.                       | 21   | 58           |
| 4    | Antoine Gélinas-Beaulieu | 3.         | 13   | 5.        | 0    | 2.         | 21   | 4.                       | 8    | 42           |
| 5    | Viktor Knoch             | 9.         | 0    | 2.        | 21   | 32.        | 0    | 5.                       | 5    | 26           |
| 6    | Song Seung-woo           | 2.         | 21   | 10.       | 0    | 8.         | 0    | DNS                      | 0    | 21           |
| 7    | Maxime Fortin            | 11.        | 0    | 7.        | 0    | 3.         | 13   | DNS                      | 0    | 13           |
| 8    | Guillaume Blais Dufour   | 4.         | 8    | 6.        | 0    | 7.         | 0    | DNS                      | 0    | 8            |
| 9    | Liang Wenhao             | 10.        | 0    | 4.        | 8    | 16.        | 0    | DNS                      | 0    | 8            |
| 10   | Xu Peng                  | 5.         | 5    | 31.       | 0    | 10.        | 0    | DNS                      | 0    | 5            |

#### 1500 Meter
- Als Zeit ist die Finalzeit beziehungsweise die Halbfinalzeit angegeben. Diese ist etwas höher als die Zeiten aus den früheren Läufen, da das Finale langsamer bestritten wurde.[8]

| Platz                       | Name                     | Land                | Zeit (min) | Punkte |
| --------------------------- | ------------------------ | ------------------- | ---------- | ------ |
| 1                           | Um Cheon-ho              | Südkorea            | 2:14,852   | 34     |
| 2                           | Song Seung-woo           | Südkorea            | 2:15,032   | 21     |
| 3                           | Antoine Gélinas-Beaulieu | Kanada              | 2:15,308   | 13     |
| 4                           | Guillaume Blais Dufour   | Kanada              | 2:16,821   | 8      |
| 5                           | Xu Peng                  | Volksrepublik China | 2:20,596   | 5      |
| 6                           | John Celski              | Vereinigte Staaten  | 2:46,363   | 3      |
| 7                           | You Dong-kun             | Südkorea            | 2:49,568   | 2      |
| Im Halbfinale ausgeschieden |                          |                     |            |        |
| 8                           | Satoshi Sakashita        | Japan               | 2:14,761   |        |
| 9                           | Viktor Knoch             | Ungarn              | 2:20,734   |        |
| 10                          | Liang Wenhao             | Volksrepublik China | 2:17,786   |        |
| 11                          | Maxime Fortin            | Kanada              | 2:18,630   |        |
| 12                          | Sébastien Lepape         | Frankreich          | 2:16,688   |        |
| 13                          | Ryōsuke Sakazume         | Japan               | 2:18,707   |        |
| 14                          | Jonathan Sermeno         | Vereinigte Staaten  | 2:21,652   |        |
| 15                          | Koen Hakkenberg          | Niederlande         | 2:20,302   |        |
| 16                          | Dennis Walzer            | Deutschland         | 2:26,357   |        |
| 17                          | Rafal Piorecki           | Polen               | 2:47,184   |        |
| 18                          | Keita Watanabe           | Japan               | DSQ        |        |
| 19                          | Semion Elistratow        | Russland            | DSQ        |        |
|                             |                          |                     |            |        |
| 24                          | Daniel Zetzsche          | Deutschland         | 2:21,470   |        |
| 42                          | Matthias Stelzmüller     | Österreich          | 2:31,193   |        |

#### 500 Meter
- Als Zeit ist die Finalzeit beziehungsweise die Halbfinalzeit angegeben.[9]

| Platz                       | Name                     | Land                | Zeit (s) | Punkte |
| --------------------------- | ------------------------ | ------------------- | -------- | ------ |
| 1                           | John Celski              | Vereinigte Staaten  | 41,462   | 34     |
| 2                           | Viktor Knoch             | Ungarn              | 41,583   | 21     |
| 3                           | You Dong-kun             | Südkorea            | 42,267   | 13     |
| 4                           | Liang Wenhao             | Volksrepublik China | 42,208   | 8      |
| 5                           | Antoine Gélinas-Beaulieu | Kanada              | DSQ      |        |
| Im Halbfinale ausgeschieden |                          |                     |          |        |
| 6                           | Guillaume Blais Dufour   | Kanada              | 42,855   |        |
| 7                           | Maxime Fortin            | Kanada              | 41,949   |        |
| 8                           | Satoshi Sakashita        | Japan               | 41,809   |        |
|                             |                          |                     |          |        |
| 24                          | Peter Anderl             | Deutschland         | 44,106   |        |
| 25                          | Daniel Zetzsche          | Deutschland         | 43,186   |        |
| 30                          | Dennis Walzer            | Deutschland         | 44,043   |        |
| 45                          | Matthias Stelzmüller     | Österreich          | 46,350   |        |

#### 1000 Meter
- Als Zeit ist die Finalzeit beziehungsweise die Halbfinalzeit angegeben.[10]

| Platz                       | Name                     | Land               | Zeit (min) | Punkte |
| --------------------------- | ------------------------ | ------------------ | ---------- | ------ |
| 1                           | You Dong-kun             | Südkorea           | 1:25,462   | 34     |
| 2                           | Antoine Gélinas-Beaulieu | Kanada             | 1:25,599   | 21     |
| 3                           | Maxime Fortin            | Kanada             | 1:26,958   | 13     |
| 4                           | John Celski              | Vereinigte Staaten | DSQ        |        |
| Im Halbfinale ausgeschieden |                          |                    |            |        |
| 5                           | Semion Elistratow        | Russland           | 1:25,759   |        |
| 6                           | Um Cheon-ho              | Südkorea           | 1:26,437   |        |
| 7                           | Guillaume Blais Dufour   | Kanada             | 1:26,474   |        |
| 8                           | Song Seung-woo           | Südkorea           | 1:26,680   |        |
|                             |                          |                    |            |        |
| 34                          | Peter Anderl             | Deutschland        | 1:31,412   |        |
| 43                          | Dennis Walzer            | Deutschland        | 1:30,304   |        |
| 51                          | Matthias Stelzmüller     | Österreich         | 1:36,704   |        |
| 56                          | Daniel Zetzsche          | Deutschland        | 1:50,129   |        |

#### Superfinale
- Das Superfinale wurde über 1500 Meter gelaufen, es waren die sechs besten Athleten der vorherigen drei Rennen zugelassen.[11]

| Platz | Name                     | Land               | Zeit (min) | Punkte |
| ----- | ------------------------ | ------------------ | ---------- | ------ |
| 1     | Um Cheon-ho              | Südkorea           | 2:25,894   | 34     |
| 2     | John Celski              | Vereinigte Staaten | 2:25,915   | 21     |
| 3     | You Dong-kun             | Südkorea           | 2:26,031   | 13     |
| 4     | Antoine Gélinas-Beaulieu | Kanada             | 2:26,207   | 8      |
| 5     | Viktor Knoch             | Ungarn             | 2:26,415   | 5      |

#### 3000 m Staffel
| Platz | Land                | Name                                                                          |
| ----- | ------------------- | ----------------------------------------------------------------------------- |
| 1     | Vereinigte Staaten  | John Celski Eduardo Alvarez Jonathan Sermeno Robert Lawrence                  |
| 2     | Volksrepublik China | Chen Shangpeng Liang Wenhao Xu Peng Gong Qiuwen                               |
| 3     | Südkorea            | You Dong-kun Um Cheon-ho Song Seung-woo Kim Tae-wan                           |
| 4     | Kanada              | Guillaume Blais Dufour Antoine Gélinas-Beaulieu Maxime Fortin Maxime Gauthier |
| 5     | Russland            | Semjon Jelistratow Dmitry Myasnikov Vladimir Kuzovnikov Andrey Mikhasiov      |
| 6     | Ungarn              | Viktor Knoch Bence Béres Bence Oláh Konrád Nagy                               |
| 7     | Italien             | Tommaso Dotti Davide Viscardi Matteo Compagnoni Paolo Bruzzo                  |
| 8     | Japan               | Satoshi Sakashita Ryōsuke Sakazume Keita Watanabe Takashi Yoshida             |